# Johan Harbor
Der Johan Harbor ist eine kleine Bucht an der Südküste und nahe dem westlichen Ende Südgeorgiens. Sie liegt 800 m südwestlich des Undine Harbor auf der Ostseite der Parjadin-Halbinsel
Der Name Johann Harbor ist auf Kartenmaterial der britischen Discovery Investigations aus den Jahren von 1926 bis 1927 verzeichnet. Der South Georgia Survey berichtete 1957, dass die Schreibweise mit nur einem Endkonsonanten die seit je her etablierte ist.